# Seengen
Seengen (gsw. Seenge) – gmina (niem. Einwohnergemeinde) w Szwajcarii, w kantonie Argowia, w okręgu Lenzburg. Liczy 4 122 mieszkańców (31 grudnia 2020). 